# Danny Simpson
Daniel Peter "Danny" Simpson (ur. 4 stycznia 1987 w Salford w Anglii) – angielski piłkarz występujący na pozycji prawego obrońcy.
Jest wychowankiem klubu z Old Trafford, a występy rozpoczął w rezerwach drużyny w roku 2005. Jest znany ze swoich ofensywnych zapędów przy okazji nienagannych umiejętności defensywnych.
W styczniu 2006 roku został wypożyczony do Royalu Antwerpia razem z innymi młodymi zawodnikami United - Tomem Heatonem, Sylvanem Ebanks-Blake'iem, Adamem Eckersleyem, Lee Martinem, Fraizerem Campbellem, Jonnym Evansem i Darronem Gibsonem. Tam Danny szybko zapewnił sobie miejsce w wyjściowym składzie, a także sympatię kibiców dzięki strzeleniu pięknego gola z dystansu w meczu przeciwko AFC Tubize. Po meczach przygotowawczych do sezonu 2006/2007, w których Danny znów świecił formą jego wypożyczenie do Antwerpii zostało przedłużone do końca roku 2006.
Po powrocie na Old Trafford Dannym zainteresował się Roy Keane i pozyskał go do drużyny ze Sunderlandu wraz z Jonnym Evansem do końca sezonu 2006/2007. Tam Simpson stał się integralną częścią zespołu, ale mimo iż po powrocie do United został włączony do pierwszego składu. Następnie angielski obrońca został wypożyczony do Ipswich Town, Blackburn Rovers oraz Newcastle United. W czerwcu 2013 podpisał trzyletni kontrakt z QPR.
W sierpniu 2014 Simpson przeszedł do Leicester City.